# 馬哈瓦維河

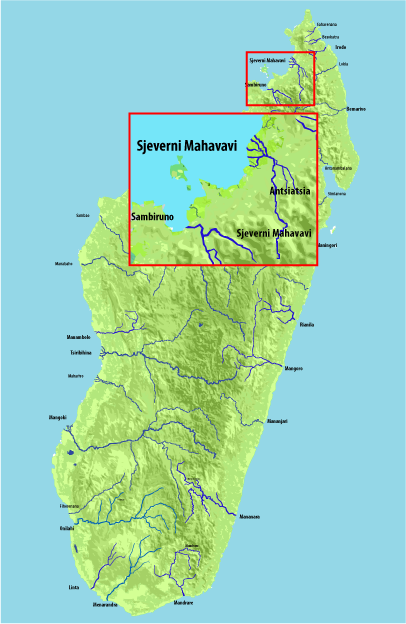

12°59′40″S 48°53′30″E / 12.99444°S 48.89167°E
馬哈瓦維河，是馬達加斯加的河流，位於該國北部，由第亞那區負責管轄，河道全長165公里，流域面積3,300平方公里，該河流最終注入印度洋。